# Vodianski
Vodianski (del ruso: Водянский) es un jútor del raión de Kushchóvskaya del krai de Krasnodar, en Rusia. Está situado en las llanuras de Kubán-Priazov, junto a la frontera del óblast de Rostov, en el nacimiento de un subafluente del río Mókraya Chuburka por el Chuburka, 26 km al norte de Kushchóvskaya y 198 km al norte de Krasnodar, la capital del krai. Tenía 1 habitante en 2010
Pertenece al municipio Srednechuburkskoye.